# Ilhéu Raso
Die kleine, unbewohnte Insel Ilhéu Raso ist Teil der  Kapverdischen Inseln.

## Etymologie
Der Name der Insel leitet sich ab vom Portugiesischen raso mit der Bedeutung eben, flach – hinsichtlich ihrer eingeebneten Topographie.

## Geographie

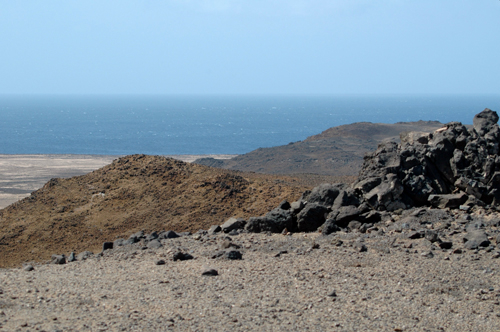
Die Anhöhen Rasos im Norden der Insel

Das kleine Eiland gehört zu den "Inseln über dem Wind", portugiesisch Ilhas de Barlavento, im Norden der Kapverden. Es liegt zwischen Ilhéu Branco im Nordwesten und São Nicolau im Osten.  Ilhéu Branco ist 8,5 Kilometer entfernt, nach São Nicolau sind es 15 Kilometer.
Die unbewohnte Insel ist maximal 3 Kilometer lang und 2,4 Kilometer breit. Ihre Fläche beträgt nur sieben Quadratkilometer, damit ist sie aber immer noch größer als die benachbarte Ilhéu Branco. Die Landschaft der Ilhéu Raso ist hauptsächlich flach, kleinere Erhebungen mit maximal 164 Metern Höhe finden sich nur im Norden des Eilands. Der Südwesten ist geprägt durch eine felsige, mit Gesteinsblöcken übersäte Ebene, die von ausgetrockneten Wasserläufen durchzogen wird. Die Küstenlinie wird von Klippen eingerahmt.

## Geologie

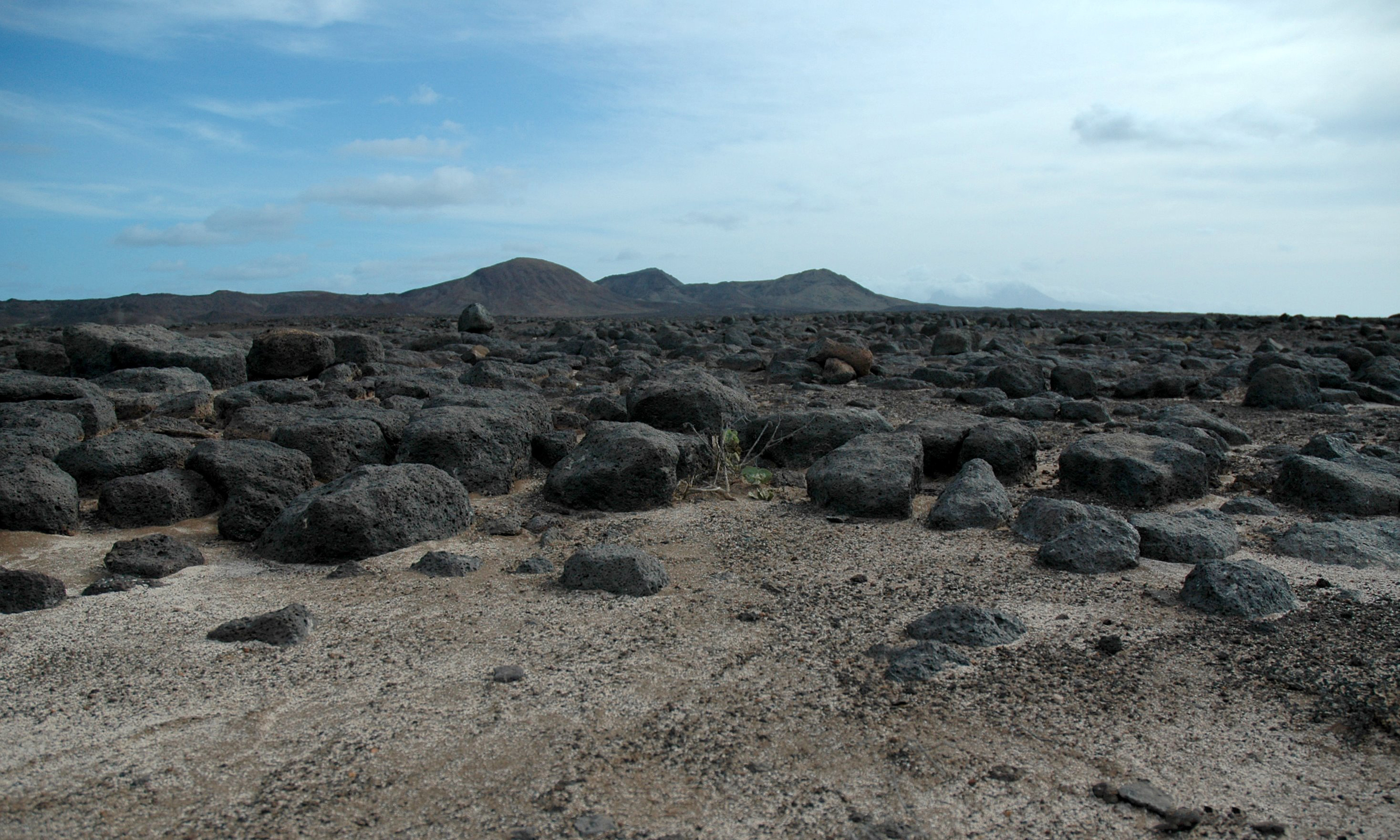
Das Innere von Raso mit Blick auf die Anhöhen im Norden der Insel

Wie die restlichen Inseln Kapverdes ist auch die Ilhéu Raso vulkanischen Ursprungs. Ihr Unterbau sitzt 123 Millionen Jahre BP alter ozeanischer Kruste aus der Unterkreide (Aptium) auf. Der ehemalige, vornehmlich aus Lavaflüssen und pyroklastischen Ablagerungen bestehende Schild ist mittlerweile sehr stark eingeebnet worden.

## Flora und Fauna

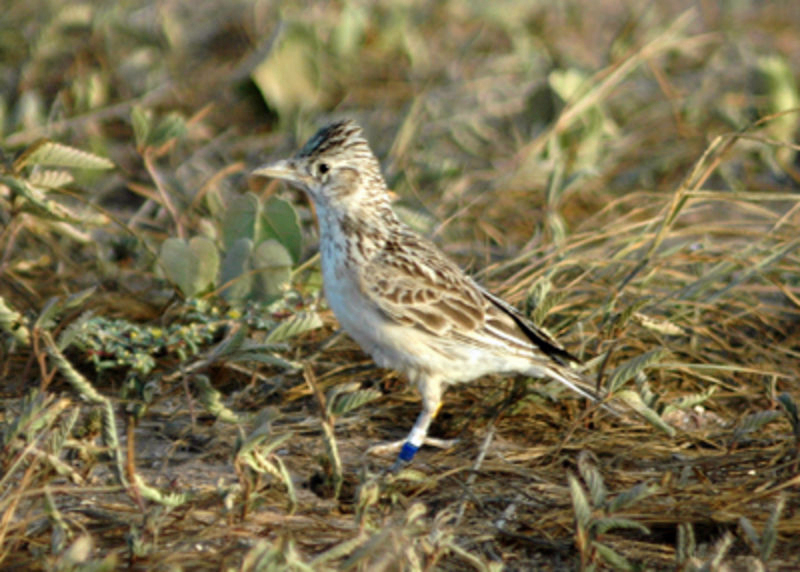
Die Raso-Lerche Alauda razae

Auf der Ilhéu Raso findet sich nur wenig Vegetation, mit Ausnahme einer Graslandschaft im Norden.
Die Klippen und felsigen Küstenabschnitte bieten vor allem Seevögeln geschützte Nistplätze. Ganzjährig auf der Insel anzutreffen ist die Raso-Lerche (Alauda razae), deren Population etwa 45 Paare umfasst. Andere Seevögel finden sich nur zum Brüten auf der Insel ein, darunter der Gelbschnabel-Sturmtaucher (Calonectris diomedea edwardsii), der Zwergsturmtaucher (Puffinus assimilis boydi), der Madeirawellenläufer (Oceanodroma castro) und der Bulwersturmvogel (Bulweria bulwerii). Weißbauchtölpel (Sula leucogaster) und Rotschnabel-Tropikvogel (Phaeton aethereus) bilden ebenfalls kleinere Kolonien. Ferner brüten Seidenreiher (Egretta garzetta) sowie die Raubvögel Fischadler (Pandion haliaetus), Kap Verde-Schleiereule (Tyto detorta) und Turmfalke (Falco tinnunculus neglectus). Auch der Kapverdensperling (Passer iagoensis) ist gegenwärtig.

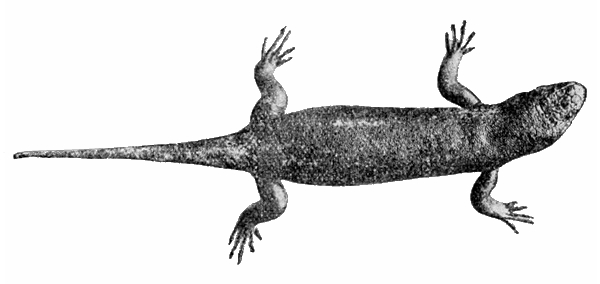
Der ausgestorbene Riesenskink Chioninia coctei

Neben den Vögeln bevölkern Reptilien die Insel. Bis zu Beginn des 20. Jahrhunderts war die Ilhéu Raso zusammen mit der Ilhéu Branco der einzige Vorkommensort des Kapverdischen Riesenskinks Chiononia coctei. Seit Beginn des 20. Jahrhunderts wurden allerdings keine Exemplare mehr gesichtet und die Echse gilt als ausgestorben. Immer noch beheimatet das Eiland allerdings einige Geckoarten, darunter Tarentola gigas und Hemidactylus bouvieri.

## Naturschutzgebiet
Wegen seiner faunistischen Besonderheiten wurde die Ilhéu Raso zusammen mit Santa Luzia und Ilhéu Branco (Ilhas Desertas) 1990 zum Naturschutzgebiet erklärt.

## Klima
Die kapverdischen Inseln zeichnen sich durch ein sehr trockenes und gleichmäßig warmes Klima aus. Das trifft auch auf die Ilhéu Raso zu. Die wenigen Niederschläge fallen in den Monaten von August bis Oktober, von November bis Juli herrscht Trockenzeit. Zwischen Sommer und Winter herrschen nur geringe Temperaturunterschiede, die Durchschnittstemperatur liegt in allen Monaten über 20 Grad Celsius.